# Momento di quadrupolo elettrico

Quadrupolo elettrico

Il momento di quadrupolo di un sistema di N cariche elettriche puntiformi {\displaystyle q_{n}\;\;n=1\ldots N}, è definito come
{\displaystyle Q_{ij}=\sum _{n=1}^{N}q_{n}(3x_{i}x_{j}-r^{2}\delta _{ij})}
Il potenziale corrispondente è
{\displaystyle V^{(2)}(\mathbf {R} )={\frac {1}{4\pi \varepsilon _{0}}}\sum {\frac {Q_{ij}}{2R^{3}}}n_{i}n_{j}}
dove R è un vettore con origine nel sistema di cariche e n
è il versore nella direzione di R.